# إلمر راي
إلمر راي (بالإنجليزية: Elmer Ray)‏ مواليد 03 مارس 1911 في هاستنغز - الوفاة 20 مايو 1987، كان ملاكم أمريكي سابق صنّف ضمن فئة الوزن الثقيل.

## إحصائيات
خاض خلال مسيرته 108 نزالا، فاز في 85 وتعادل في 5 وخسر في 17. فاز بالضربة القاضية في 64 نزالا.

## روابط خارجية
- إلمر راي على موقع بوكس ريك (الإنجليزية) (registration required)